# Maarten Bauwens
Maarten Bauwens is een Belgisch jiujitsuka.

## Levensloop
In 2015 behaalde Maarten Bauwens aan de Gentse Universiteit de titel van Master of Science in de lichamelijke opvoeding en bewegingswetenschappen. In april 2017 behaalde hij in Abu Dhabi de wereltitel jiujitsu in de gewichtsklasse tot 85 kg van de UAEJJF en werd hij vice-Europees kampioen te Lissabon in de 'heavyweight'-klasse van de IBJJF.
Op 23 februari 2019 werd hij in Malaga Europees kampioen (UAEJJF), eveneens in de gewichtsklasse tot 85 kg. Daar viel hij op door tijdens de podiumceremonie niet zoals gebruikelijk de Belgische driekleur maar wel de Vlaamse leeuwevlag te ontvouwen. Met zijn lange baard en agressieve gevechtsstijl profileert hij zich ook op sociale media graag als de "Flemish Lion".
In 2020 behaalde hij de Europese titel (IBJJF) in de 'heavyweight'-klasse.
Hij is woonachtig in Temse.